# Batalla de Loos
La batalla de Loos fue una de las principales ofensivas británicas en el Frente Occidental en 1915, durante la Primera Guerra Mundial. La batalla fue el componente británico de la ofensiva combinada anglofrancesa conocida como la Segunda Batalla de Artois. El general Douglas Haig, entonces comandante del Primer Ejército Británico, dirigió la batalla. Sin embargo, sus planes estaban limitados por la escasez de munición de artillería, lo que significó que el bombardeo preliminar, esencial para el éxito en la emergente guerra de trincheras, fue débil. Los británicos también liberaron 140 toneladas de gas cloro con diverso éxito —en algunos lugares, el gas volvió a las trincheras británicas.
La batalla comenzó el 25 de septiembre. Los británicos consiguieron atravesar las débiles trincheras alemanas y capturaron el pueblo de Loos. Sin embargo, los inevitables problemas de suministros y comunicaciones, y la tardía llegada de relevos, causó que el asalto no se pudiera aprovechar. Cuando se retomó la batalla al día siguiente, los alemanes estaban preparados y rechazaron los intentos de continuar el avance. La lucha terminó el 28 de septiembre con los británicos retirándose a sus posiciones iniciales.
Charles Sorley, un poeta británico, murió en esta batalla, al igual que el hijo de Rudyard Kipling, John. Fergus Bowes-Lyon, hermano de la reina madre, también murió en los inicios de la batalla. Otro poeta, Robert Graves, sobrevivió y describió en su autobiografía la batalla y los días subsiguientes.